# هانس يوليوس وولف
هانس يوليوس وولف (بالألمانية: Hans Julius Wolff)‏ هو قاضي ألماني، ولد في 3 أكتوبر 1898 في إلبرفيلد في ألمانيا، وتوفي في 5 نوفمبر 1976 في مونستر في ألمانيا.